# Lough Conn
Lough Conn (en irlandès: Loch Con, que significa "llac del gos") és un llac del comtat de Mayo, Irlanda. Amb una superfície d'uns 48 km², és el setè llac més gran d'Irlanda. Amb el proper Lough Cullin, està connectat amb l'oceà Atlàntic pel riu Moy. Lough Conn és conegut per la pesca de truita de riu i salmó. A la seva riba hi ha les ruïnes del priorat de l'abadia d'Errew.